# Gyelyong Tshogde
Der Gyelyong Tshogde (bhutanisch གི་རྒྱལ་ཡོངས་ཚོགས་སྡེ་ englisch National Council of Bhutan), der Nationalrat, ist das Oberhaus im Zweikammersystem des Parlaments (Chi Tshog) von Bhutan. Die andere Kammer ist die Gyelyong Tshogdu, die Nationalversammlung. Der Nationalrat hat sowohl legislative als auch überprüfende Funktionen und wird deshalb auch als House of Review bezeichnet.

## Geschichte, Aufgaben und Wahlsystem
Nach der Umwandlung Bhutans in eine konstitutionelle Monarchie durch den jetzigen König, konstituierte sich der Nationalrat entsprechend Artikel 11 der Verfassung von Bhutan am 29. April 2008, nachdem am 31. Dezember 2007 und 29. Januar 2008 die Wahlen zu dieser Kammer des Parlaments stattfanden.
Der Nationalrat hat 25 Mitglieder: Zwanzig Mitglieder werden direkt vom Volk gewählt, je eines in den 20 Dzongkhags, den Distrikten Bhutans, und fünf Mitglieder werden vom König ernannt. Die Mitglieder des Nationalrats dürfen keiner Partei angehören und dürfen nicht dem Staatsapparat, dem Militär oder der Polizei angehören. Die Legislaturperiode beträgt fünf Jahre.
Der Nationalrat kann neue Gesetze vorschlagen, mit Ausnahme von Gesetzen die den Haushalt betreffen. Er muss Gesetzen, die von der Nationalversammlung beschlossen wurden, zustimmen, kann diese aber auch ändern oder ablehnen.
Seine wichtigste Aufgabe ist aber die Überprüfung und Kommentierung der Leistung der Regierung, außerdem überwacht er die Umsetzung beschlossener Gesetze und berät sonstige Fragen von nationaler Bedeutung.

## Wahlen

### 2007/08
Am 31. Dezember haben sich 55 Prozent der 270 000 registrierten Wähler in 15 der 20 Wahlbezirke an diesen ersten Wahlen zum Nationalrat beteiligt. In den fünf Wahlkreisen, in denen es entweder keinen oder nur einen Kandidaten gab, wurden die Wahlen verschoben. Um zu kandidieren zu sein, mussten die Kandidaten über einen Hochschulabschluss verfügen. Obwohl die Alphabetisierungsrate in Bhutan auf 60 Prozent geschätzt wird, haben nur 16 000 der 634 000 Einwohner des Landes einen Hochschulabschluss. Die Abstimmung verlief ohne größere Zwischenfälle. Die Ergebnisse für 15 der Wahlsitze wurden am 1. Januar 2008 bekannt gegeben.
Die Wahlen für die fünf verbleibenden Sitze fanden am 29. Januar 2008 statt. In drei Wahlkreisen, in denen es nur einen Kandidaten gab, konnten die Wähler mit „Ja“ oder „Nein“. Für die relativ geringe Wahlbeteiligung von 42 Prozent waren vermutlich starke Schneefälle und Kälte verantwortlich.
Insgesamt waren vier der 20 gewählten Mitgliedern Frauen. Am 30. März 2008 ernannte der König weitere fünf Mitglieder, darunter weitere zwei Frauen.
Auf seiner ersten Sitzung wählte der Nationalrat Namgye Penjore zu seinem Präsidenten.

### 2013
Für die zweite Wahl zum Nationalrat kandidierten insgesamt 67 Kandidaten. Zu den Programmen der Kandidaten gehörten die Bewahrung der Demokratie, die Gewährleistung einer verantwortungsvollen Staatsführung, von Frieden und Sicherheit oder die Steigerung des Bruttosozialglücks. Sechs von 14 Kandidaten die in der ersten Legislaturperiode Mitglieder des Nationalrates waren, wurden wiedergewählt. Diesmal war keine der fünf weiblichen Kandidaten erfolgreich, so dass, durch die Ernennung durch den König, nur zwei Frauen Mitglied des Nationalrates sind.

### 2018
Am 20. April 2018 standen 20 Plätze des Nationalrates zur Wahl. Zur Wahl wurden 127 Kandidaten, darunter auch zahlreiche Angehörige des amtierenden Nationalrates, zugelassen. Unter den zugelassenen Kandidaten befanden sich sechs Frauen, von denen zwei die Wahl in ihrem Bezirk für sich entscheiden konnten.